# Glypta incognita
Glypta incognita är en stekelart som beskrevs av Dasch 1988. Glypta incognita ingår i släktet Glypta och familjen brokparasitsteklar. Inga underarter finns listade i Catalogue of Life.